# St. Maria Magdalena (Horneburg)

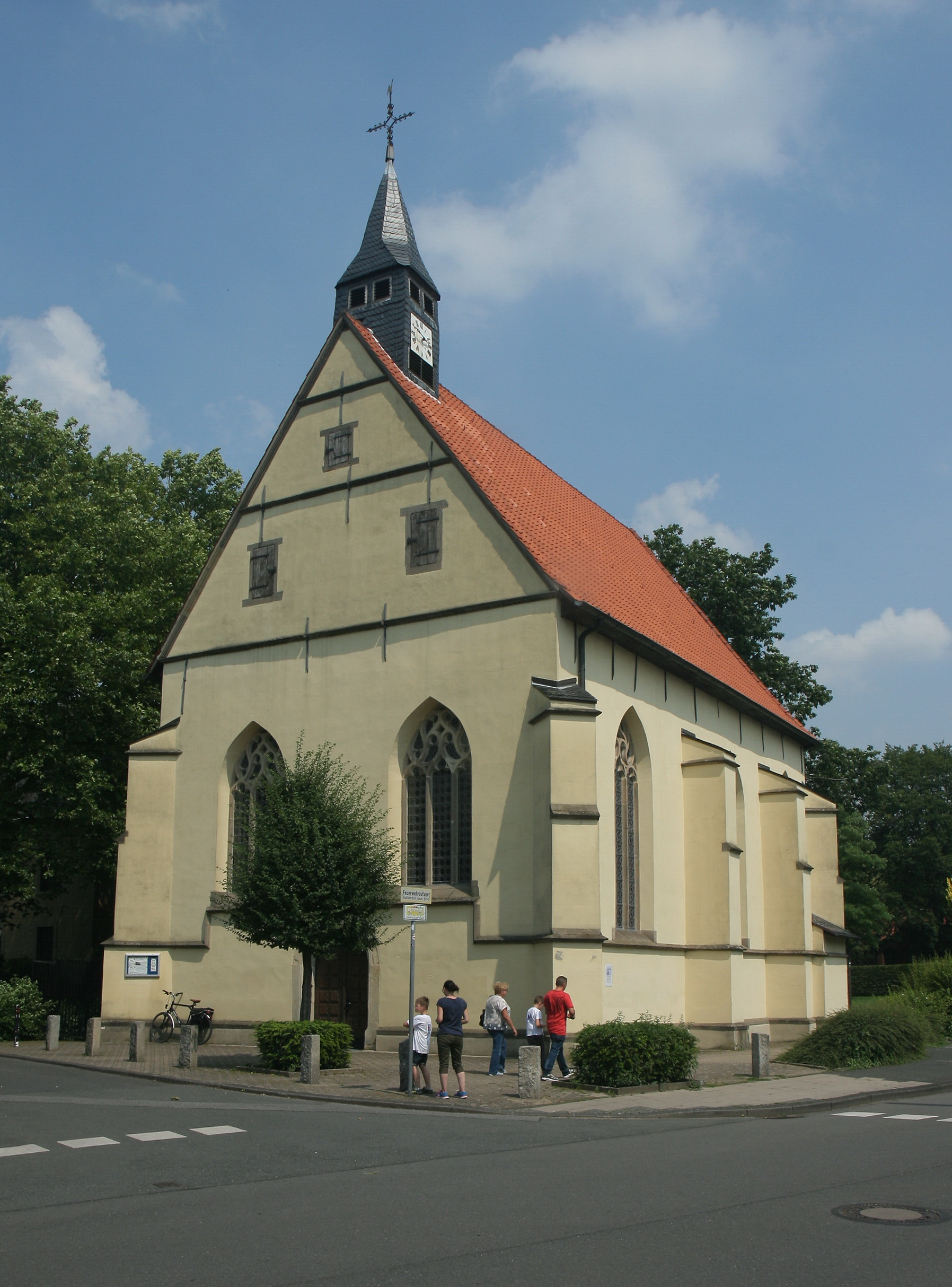
St. Maria Magdalena (Horneburg)

Die römisch-katholische, denkmalgeschützte Kirche St. Maria Magdalena steht in Horneburg, einem Gemeindeteil der mittleren kreisangehörigen Stadt Datteln im Kreis Recklinghausen im Regierungsbezirk Münster von Nordrhein-Westfalen. Die Kirche, die von der russischen Gemeinde der heiligen Boris und Gleb von Horneburg genutzt wird, gehört zum Bistum Münster.

## Beschreibung
Das Langhaus der Saalkirche, deren Wände von Strebepfeilern gestützt werden, zwischen denen sich Maßwerkfenster befinden, besteht aus zwei Jochen und Fünfachtelschluss in Osten. Aus dem Satteldach des Langhauses erhebt sich im Westen ein viereckiger, schiefergedeckter, mit einem achtseitigen Knickhelm bedeckter Dachreiter, der die Turmuhr und den Glockenstuhl beherbergt. Der Innenraum ist mit einem Kreuzrippengewölbe auf Konsolen überspannt. Zur Kirchenausstattung gehören ein Altarretabel vom Anfang des 18. Jahrhunderts und ein Sakramentshaus aus der 1. Hälfte des 17. Jahrhunderts.